# Comuna Vodeane, Sofiivka
Vodeane (în ucraineană Водяне) este o comună în raionul Sofiivka, regiunea Dnipropetrovsk, Ucraina, formată din satele Honcearove, Hrușkî, Vesele Pole, Vodeane (reședința) și Zelenîi Hai.

## Demografie
Componența lingvistică a satului Vodeane
     Ucraineană (92,76%)
     Rusă (5,96%)
     Alte limbi (0,83%)
Conform recensământului din 2001, majoritatea populației satului Vodeane era vorbitoare de ucraineană (92,76%), existând în minoritate și vorbitori de rusă (5,96%).